# Хто входить тут, покинь усю надію

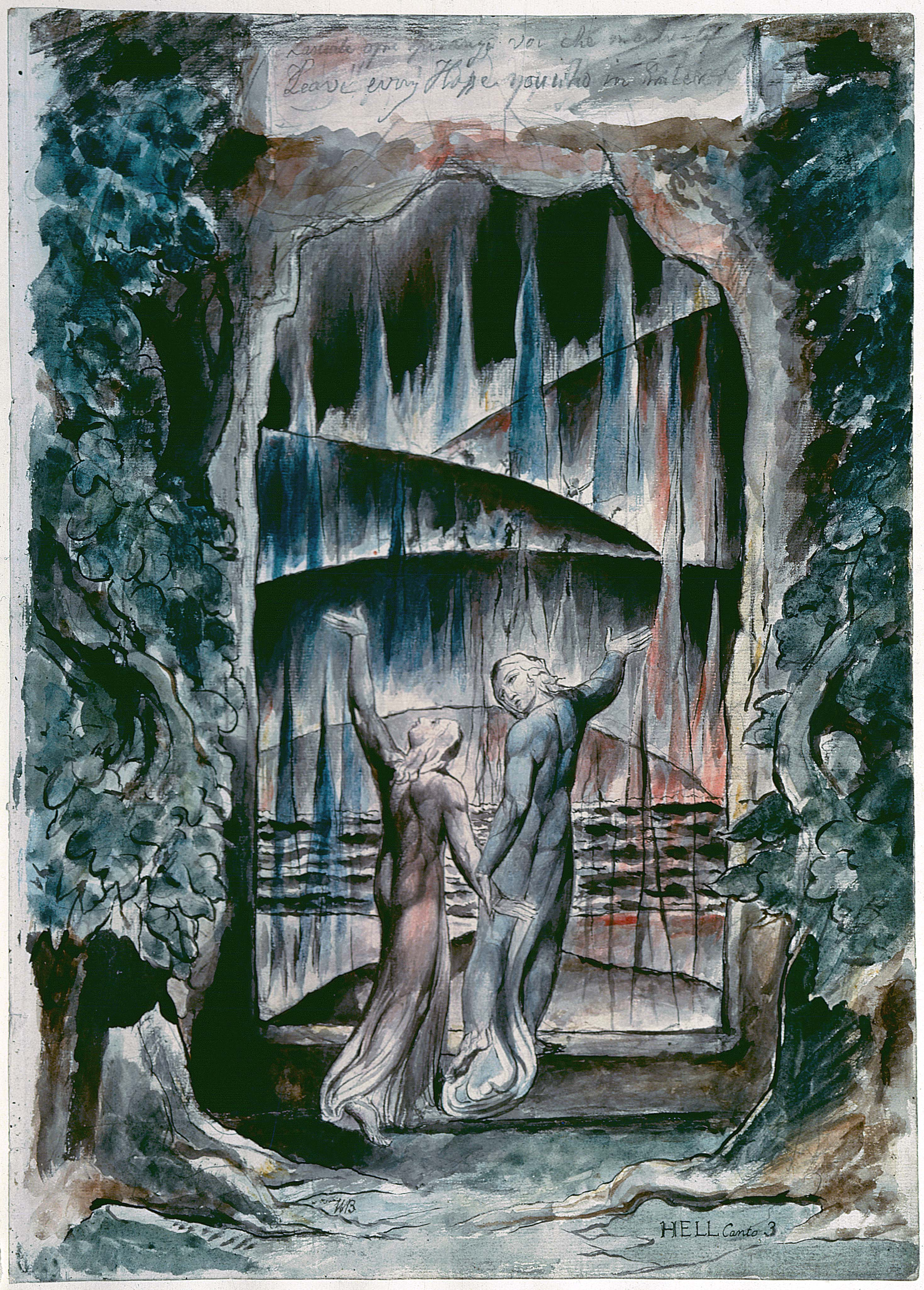
Ворота пекла з Божественної комедії, ілюстрація Вільяма Блейка

Хто входить тут, покинь усю надію (італ. Lasciate ogne speranza, voi ch’entrate) — заключна фраза тексту над брамою пекла в «Божественній комедії» Данте Аліг'єрі, що стала крилатим виразом.

## Загальні відомості
«Хто входить тут, покинь усю надію» — кінцевий напис, розміщений над брамою пекла в «Божественній комедії», створеної Данте Аліг'єрі в 1307—1321 роках («Пекло», пісня 3, строфа 3). Оригінальний вираз — італ. «Lasciate ogni speranza, voi ch'entrate», буквально перекладається як: «Залиште будь-яку надію, ви, що входять».
Існує декілька українських перекладів фрази: «Хто входить тут, покинь усю надію!» (переклад Івана Франка, 1913), «Хто йде сюди, покинь усі надії!» (переклад Петра Карманського, 1956), «Лишайте сподівання всі, хто входить» (переклад Євгена Дроб'язка, 1976), «Надії збавтесь, як сюди ступили» (переклад Максима Стріхи, 1992).
Фраза стала крилатим виразом, що символізує ворота пекла як кордон, перетинаючи який «…йдуть до міста мук найтяжчих, … йдуть до мучень і заков».
Також іноді цей вислів використовують для позначення чогось безнадійного та нездійсненного.

## Культурний вплив
Протягом століть «Божественна комедія» є потужною відправною точкою для творчості художників, поетів, філософів, політиків. До фрази відсилаються або використовували у своїх творах багато письменників, серед них Трістан Джонс («Heart of Oak»), Джон Елдредж («The Ransomed Heart»), Бернард Шоу (у промові «Майбутнє політичної науки в Америці») Олександр Пушкін («Євгеній Онєгін»), Антон Чехов («Цинік»), Дж. А. Дженс («Justice Denied»). За деякими даними, фраза Данте розміщувалася над брамою концентраційного табору Маутхаузен.
Відсилки до фрази присутні також у кінематографі, зокрема у серіалах Space: Above and Beyond та Південний парк.